# Balanus balanus
Balanus balanus är en kräftdjursart som först beskrevs av Carl von Linné 1758.  Balanus balanus ingår i släktet Balanus och familjen havstulpaner. Arten är reproducerande i Sverige. Utöver nominatformen finns också underarten B. b. pugetensis.